# جيمس غارارد
جيمس غارارد هو قس وعسكري وسياسي أمريكي، ولد في 14 يناير 1749 في مقاطعة ستافورد في الولايات المتحدة، وتوفي في 19 يناير 1822 في مقاطعة بوربون في الولايات المتحدة. نشط حزبياً في الحزب الجمهوري الديمقراطي. وقد انتخب حاكم كنتاكي ‏ (7 يونيو 1796 – 5 سبتمبر 1804).